# Henri Bénard
Henri Bénard (ur. 25 października 1874 Lieurey, Normandia, zm. 29 marca 1939, w Neuilly-sur-Seine, koło Paryża) – francuski fizyk, odkrywca komórek konwekcyjnych obserwowanych w podgrzanej cieczy, nazwanych od jego imienia komórkami Bénarda.

## Życiorys
Był synem Felixa Bénarda (1851–1884) i Heleny M. Mangeant (1837–1901). Bénard skończył szkołę podstawową w dystrykcie Lisieux oraz w Caen a następnie przeniósł się do Paryża gdzie studiował w Liceum Louis le Grand, W 1894 dostał się do École normale supérieure w Paryżu gdzie studiował na jednym roku z Paulem Langevinem i matematykiem Henrykiem Lebesgue. 
W 1897 roku skończył ENS i zaczął pracować w katedrze fizyki eksperymentalnej Collège de France, gdzie był asystentem Eleuthere Mascarta oraz Marcela Brillouina. Specjalizował się z początku w optyce a następnie w mechanice cieczy. 15 marca 1901 obronił doktorat, w jego komitecie byli Gabriel Lippmann, Edmond Bouty oraz Emile Duclaux. 23 grudnia 1901 ożenił się z Clementine Malhevre, z którą nie miał dzieci. W następnym roku zaczął pracować w Lionie. W roku 1910 został profesorem w Uniwersytecie w Bordeaux. W roku 1914, po wybuchu Pierwszej Wojny Światowej, został zmobilizowany jako oficer. Zajmował się transportem mięsa na front i opracował oszacowanie przewodnictwa cieplnego ścian wagonów. Zajmował się też zastosowaniami optyki w marynarce wojennej. W roku 1922 przeniósł się z Bordeaux do Paryża gdzie został profesorem na Sorbonie. W roku 1926 został profesorem zwyczajnym. W roku 1928 został prezydentem Francuskiego Towarzystwa Fizycznego. W roku 1929 zaczął pracować w Instytucie Mechaniki Cieczy i w roku 1930 został profesorem doświadczalnej mechaniki cieczy. Jego studentami i współpracownikami w tym czasie byli m.in. Dusan Avsec, Michel Luntz, H. Journaud, Victor Volkovisky, Paul Schwarz, V. Romanovsky, G. Sartory, Francois-Joseph Bourrieres.
W roku 1898 zaobserwował przypadkowo nieregularne komórki w rozpuszczonej parafinie, w której dodano pył grafitowy. Następnie odkrył heksagonalne komórki w podgrzanej od dołu cieczy "tourbillons cellulaires" – które z czasem zostały nazwane komórkami Bénarda. Odkrył istnienie innych wielokątnych komórek. Zajmował się badaniem przepływu cieczy w komórkach konwekcyjnych. Zbadał relację pomiędzy stosunkiem długości i wysokości cieczy w komórkach. Odkrył rolki konwekcyjne. W roku 1916 Rayleigh opisał teoretycznie fizykę komórek Bénarda gdzie założył, że wyporność jest głównym mechanizmem ruchu cieczy w komórkach. W 1956 roku Myron Block zasugerował, że w eksperymentach Bénarda głównym mechanizmem nie jest konwekcja, ale zmiany napięcia powierzchniowego z temperaturą.
Bénard interesował się związkami i analogiami pomiędzy konwekcyjnymi komórkami w cieczy a innymi zjawiskami w przyrodzie, m.in. komórkami obserwowanymi w atmosferze, m.in. w altocumulusie stratiformis oraz komórkami w tkankach. W meteorologii zainteresowano się komórkami Bénarda po publikacji Idraca w 1920, ale już w roku 1901 Bénard dostrzegał związki z chmurami altocumulus (chmury z elementami jak łuska makreli). 
W roku 1937 na Międzynarodowej Wystawie Sztuki i Techniki (Exposition Internationale des Arts et Techniques dans la Vie Moderne), w budynku który obecnie zajmuje Pałac Nauki w Paryżu w pawilonie meteorologicznym zespół kierowany przez Bénarda pokazał eksperymenty obrazujące powstanie rolek konwekcyjnych ważnych w opisie chmur cirrocumulus, altocumulus oraz stratocumulus. W latach 1930 Bénard pracował w Komisji Turbulencji Atmosferycznej, której przewodniczącym był Philippe Wherle, dyrektor francuskiego Instytutu Meteorologicznego. Ostatnie prace Bénarda poświęcone były zjawiskom meteorologicznym.